# Панкратово (Вытегорский район)
Панкратово — деревня в Вытегорском районе Вологодской области.
Входит в состав Кемского сельского поселения, с точки зрения административно-территориального деления — в Кемский сельсовет.
Расстояние до районного центра Вытегры по автодороге — 119 км, до центра муниципального образования посёлка Мирный  по прямой — 17 км. Ближайшие населённые пункты — Агафоновская, Анциферовская, Елинская, Иваковская, Матвеево.
По данным переписи в 2002 году постоянного населения не было.